# Lukas Koziol
Lukas Koziol (* 22. April 1996 in Füssen) ist ein deutscher Eishockeyspieler, der zuletzt bis zum Ende der Saison 2024/25 beim EC Bad Nauheim aus der DEL2 unter Vertrag gestanden und dort auf der Position des Stürmers gespielt hat. Zuvor war Koziol bereits für die Lausitzer Füchse, Kassel Huskies, Löwen Frankfurt, Dresdner Eislöwen und den VER Selb in derselben Liga aktiv. Darüber hinaus absolvierte er 64 Partien für die Eisbären Berlin, Krefeld Pinguine und Adler Mannheim in der Deutschen Eishockey Liga (DEL). Sein jüngerer Bruder Fabian Koziol ist ebenfalls professioneller Eishockeyspieler.

## Karriere
Koziol erhielt seine Eishockeyausbildung beim EV Füssen, den er 2013 in Richtung Bundeshauptstadt verließ. Er wechselte zu den Eisbären Berlin und spielte für deren Mannschaft in der Deutschen Nachwuchsliga (DNL). Im Verlauf der Saison 2014/15 gab der Stürmer sein Debüt in der Deutschen Eishockey Liga (DEL) für die Eisbären und sammelte dank Förderlizenzvereinbarungen zusätzliche Spielpraxis bei FASS Berlin in der drittklassigen Oberliga sowie den Dresdner Eislöwen in der DEL2.
Im Sommer 2015 wurde Koziol vom DEL-Klub Krefeld Pinguine unter Vertrag genommen, kam in der Saison 2015/16 jedoch mehrheitlich per Förderlizenz bei den Lausitzer Füchsen in der DEL2 und den Füchse Duisburg in der Oberliga zum Einsatz. In der Saison 2016/17 baute er seine DEL-Einsatzzeit im Krefelder Kader aus, blieb aber weiterhin auch für Duisburg spielberechtigt und wurde Ende Januar 2017 von den Füchsen fest bis zum Ende der Saison unter Vertrag genommen. In der Saison 2017/18 stand Koziol bei den Kassel Huskies in der DEL2 unter Vertrag, absolvierte zudem einige Spiele bei den Adler Mannheim in der DEL via Förderlizenz. Im Januar 2018 wechselte er innerhalb der zweithöchsten deutschen Spielklasse zu den Löwen Frankfurt und stand dort bis April 2020 unter Vertrag.
Anschließend war der Offensivspieler zwei Jahre bei den Rostock Piranhas in der Oberliga aktiv. Die Spielzeit 2022/23 verbrachte Koziol ebenfalls in der Drittklassigkeit. Zunächst war er bis Dezember 2022 für den SC Riessersee in der Süd-Staffel und dann bis zum Saisonende für die Hannover Scorpions in der Nord-Staffel aktiv. Zum Spieljahr 2023/24 kehrte Koziol nach drei Spielzeiten wieder in die DEL2 zurück, wo er von den Dresdner Eislöwen verpflichtet wurde, für die er bereits neun Jahre zuvor zwölf Partien absolviert hatte. Trotz elf Scorerpunkten in 22 Einsätzen erhielt der Stürmer in Dresden keinen weiterführenden Vertrag und blieb in der Folge bis Anfang November 2024 ohne neuen Arbeitgeber, ehe sich Ligarivale VER Selb seine Dienste zunächst bis zum Ende des Kalenderjahres sicherte. Da der befristete Vertrag jedoch nicht verlängert wurde, schloss sich Koziol Anfang Januar 2025 dem Ligakonkurrenten EC Bad Nauheim bis zum Ende der Spielzeit an.

## Karrierestatistik
Stand: Ende der Saison 2024/25

### International
Vertrat Deutschland bei:
- U18-Junioren-Weltmeisterschaft 2014
- U20-Junioren-Weltmeisterschaft der Division IA 2016

(Legende zur Spielerstatistik: Sp oder GP = absolvierte Spiele; T oder G = erzielte Tore; V oder A = erzielte Assists; Pkt oder Pts = erzielte Scorerpunkte; SM oder PIM = erhaltene Strafminuten; +/− = Plus/Minus-Bilanz; PP = erzielte Überzahltore; SH = erzielte Unterzahltore; GW = erzielte Siegtore; 1 Play-downs/Relegation; Kursiv: Statistik nicht vollständig)